# Amegilla crocea
Amegilla crocea es una especie de abeja excavadora perteneciente al género Amegilla, categorizada en la tribu Anthophorini, de la subfamilia Apinae.
Fue descrita científicamente por Johann Christoph Friedrich Klug en 1845. Aparece registrada y publicada en una sección de Discover Life bee species guide and world checklist (Hymenoptera: Apoidea: Anthophila) de Ascher, J. S. y J. Pickering de 2020.

## Distribución
Se distribuye por África y en Asia, en Emiratos Árabes Unidos, Arabia Saudita, Sudán y Egipto.